# Liste der Straßen, Plätze und Brücken in Hamburg-Barmbek-Nord

Lage von Barmbek-Nord in Hamburg und im Bezirk Hamburg-Nord (hellrot)

Die Liste der Straßen, Plätze und Brücken in Hamburg-Barmbek-Nord ist eine Übersicht der im Hamburger Stadtteil Barmbek-Nord vorhandenen Straßen, Plätze und Brücken. Sie ist Teil der Liste der Verkehrsflächen in Hamburg.

## Überblick
In Barmbek-Nord (Ortsteilnummern 426 bis 429) leben 44062 Einwohner (Stand: 31. Dezember 2024) auf 3,8 km². Barmbek-Nord liegt in den Postleitzahlenbereichen 22049, 22297, 22303, 22305, 22307 und 22309.
In Barmbek-Nord gibt es 148 benannte Verkehrsflächen, darunter sechs Plätze und zehn Brücken. Die meisten sind Teil einer der Themengruppen (von Nord nach Süd):
- Künstler (im Norden und der Mitte): Aldenrathsweg, Bendixensweg, Brüggemannsweg, Dennerstraße, Eckmannsweg, Elligersweg, Emil-Janßen-Straße, Fritz-Neubers-Weg, Funhofweg, Geierstraße (unsicher), Genslerstraße, Grögersweg, Hardorffsweg, Harzensweg, Herbstsweg, Hermann-Kauffmann-Straße, Jakob-Mores-Weg, Kindtsweg, Lambrechtsweg, Lißmannseck, Lorichsstraße, Manstadtsweg, Matthias-Scheits-Weg, Meister-Bertram-Straße, Meister-Francke-Straße, Mildestieg, Morgensternsweg, Münstermannsweg, Nölkensweg, Oldachstraße, Otto-Speckter-Straße, Peiffersweg, Prechtsweg, Rosamstwiete, Rungestieg, Rungestraße, Ruthsweg, Stöttrupweg, Suhrsweg, Tischbeinstraße, Vollmersweg, Wagenfeldstraße, Wasmannstraße
- Mediziner (im Westen, südlich des ehemaligen Allgemeinen Krankenhauses Barmbek): Albers-Schönberg-Stieg, Albers-Schönberg-Weg, Fraenkelstraße, Lauensteinstraße, Schaudinnstwiete, Theodor-Rumpel-Stieg, Theodor-Rumpel-Weg
- Naturwissenschaftler, Erfinder, Ingenieure (im Osten, wird im benachbarten Bramfeld fortgesetzt): Benzenbergweg, Dieselgarten, Dieselstraße, Föttingergarten, Guerickeweg, Hiddingaweg, Kernerreihe, Kießlingstieg, Krüßweg, Middendorfstraße, Oertzgarten, Oertzweg, Plathweg, Rümkerstraße, Schlicksweg,
- Pestalozzi (nördlich des Barmbeker Bahnhofs auf der Lage des ehemaligen Pestalozzistifts): Detmerstraße, Diesterwegstraße, Drögestraße, Krüsistraße, Lienhardstraße, Pestalozzistraße
- Vogelnamen (wegen der Lage des ehemaligen Gartens des Vogelforschers- und -liebhabers Gerhard Hinrich von Essen): Dohlenweg, Drosselstraße, Kranichweg, Lünkenweg, Meisenstraße, Pfauenweg, Schwalbenplatz, Schwalbenstraße, Starstraße, Wachtelstraße
- Vogelnamen ohne Bezug zu diesem Garten: Adlerstraße, Habichtsplatz, Habichtstraße, Habichtsweg
- bedeutende Frauen (im Südosten): Amalie-Dietrich-Stieg, Amalie-Schoppe-Weg, Arnemannweg, Elise-Lensing-Weg, Marianne-Wolff-Weg, Rudolphiplatz

Daneben gibt es kleinere Themengruppen mit nur zwei oder drei Straßennamen:
- Mitglieder der Hamburgischen Bürgerschaft (im Nordwesten auf dem Gelände des alten Allgemeinen Krankenhauses Barmbek): Alfred-Johann-Levy-Straße, Andreas-Knack-Ring, Wilhelm-Drexelius-Weg
- Musiker (im Südwesten): Burmesterstraße, Stockhausenstraße
- Begründer der New-York Hamburger Gummi-Waaren Compagnie (im Süden am ehemaligen Werk, heute Sitz des Museums der Arbeit): Maurienstraße, Poppenhusenstraße

## Übersicht der Straßen
Die nachfolgende Tabelle gibt eine Übersicht über alle benannten Verkehrsflächen – Straßen, Plätze und Brücken – im Stadtteil sowie einige dazugehörige Informationen. Im Einzelnen sind dies:
- Name/Lage: aktuelle Bezeichnung der Straße, des Platzes oder der Brücke. Über den Link (Lage) kann die Straße, der Platz oder die Brücke auf verschiedenen Kartendiensten angezeigt werden. Die Geoposition gibt dabei ungefähr die Mitte an. Bei längeren Straßen, die durch zwei oder mehr Stadtteile führen, kann es daher sein, dass die Koordinate in einem anderen Stadtteil liegt.
- Straßenschlüssel: amtlicher Straßenschlüssel, bestehend aus einem Buchstaben (Anfangsbuchstabe der Straße, des Platzes oder der Brücke) und einer dreistelligen Nummer.
- Länge/Maße in Metern:
Hinweis: Die in der Übersicht enthaltenen Längenangaben sind nach mathematischen Regeln auf- oder abgerundete Übersichtswerte, die im Digitalen Atlas Nord[1] mit dem dortigen Maßstab ermittelt wurden. Sie dienen eher Vergleichszwecken und werden, sofern amtliche Werte bekannt sind, ausgetauscht und gesondert gekennzeichnet.
Bei Plätzen sind die Maße in der Form a × b bei rechteckigen Anlagen oder a × b × c bei dreiecksförmigen Anlagen mit a als längster Kante dargestellt.
Der Zusatz (im Stadtteil) gibt an, wie lang die Straße innerhalb des Stadtteils ist, sofern sie durch mehrere Stadtteile verläuft.
- Namensherkunft: Ursprung oder Bezug des Namens.
- Datum der Benennung: Jahr der offiziellen Benennung oder der Ersterwähnung eines Namens, bei Unsicherheiten auch die Angabe eines Zeitraums.
- Anmerkungen: Weitere Informationen bezüglich anliegender Institutionen, der Geschichte der Straße, historischer Bezeichnungen, Baudenkmale usw.
- Bild: Foto der Straße oder eines anliegenden Objektes.

| Name/Lage                        | Straßen- schlüssel | Länge/Maße (in Metern) | Namensherkunft | Datum der Benennung | Anmerkungen | Bild |
| -------------------------------- | ------------------ | ---------------------- | --- | ------------------- | --- | --- |
| Adlerstraße (Lage)               | A032               | 0380                   | Adler | 1930                | anders als die meisten Vogelstraßennamen in Barmbek vermutlich nicht in Erinnerung an den hier gelegenen Garten von Vogelforscher und -liebhaber Gerhard Hinrich von Essen (1770–1833), sondern in Bezug auf die Greifvögel, die sich bei einer Abdeckerei Ecke Schlicksweg/Steilshooper Straße mit Aas versorgten | Adlerstraße, Blick von der Einmündung Wachtelstraße in Richtung Nordosten |
| Albers-Schönberg-Stieg (Lage)    | A063               | 0150                   | Heinrich Albers Schönberg (1865–1921), Röntgenologe und Oberarzt am Krankenhaus St. Georg | 1960                | bis 1960 Teil des Albers-Schönberg-Wegs, der durch den Ausbau der Lauensteinstraße zum Ring 2 zweigeteilt wurde | Albers-Schönberg-Stieg |
| Albers-Schönberg-Weg (Lage)      | A064               | 0110                   | Heinrich Albers Schönberg (1865–1921), Röntgenologe und Oberarzt am Krankenhaus St. Georg | 1929                | 1960 um den Albers-Schönberg-Stieg verkürzt | Albers-Schönberg-Weg |
| Aldenrathsweg (Lage)             | A069               | 0080                   | Heinrich Jacob Aldenrath (1775–1844), Miniaturmaler und Lithograf, Schüler und Geschäftspartner von Friedrich Carl Gröger | 1922                | Parallelstraße zum Grögersweg | Aldenrathsweg |
| Alfred-Johann-Levy-Straße (Lage) | A726               | 0270                   | Alfred Johann Levy (1901–1987), DDP-Kreisvorsitzender, Widerstandskämpfer gegen den Nationalsozialismus, Mitbegründer der Partei Freier Demokraten (später Hamburger Landesverband der FDP), Mitglied der Bezirksversammlung Hamburg-Nord und der Hamburgischen Bürgerschaft              | 2010                | auf dem Gelände des alten Allgemeinen Krankenhauses Barmbek | Alfred-Johann-Levy-Straße |
| Alter Löschplatz (Lage)          | A721               | 0130                   | auf einer Fläche am Osterbekkanal, an der Schuten be- und entladen (gelöscht) wurden | 2009                | | Alter Löschplatz, Mitte links der Osterbekkanal |
| Alte Wöhr (Lage)                 | A135               | 0460 (im Stadtteil)    | nach einem alten Flurnamen, „Wöhr“ von mittelniederdeutsch „Wart/Wurt“ = „erhöhte Stelle“ | 1922                | ursprünglich „Feldweg 64“; Lage des ehemaligen Dorfes Hartzloh; westlicher Teil in Winterhude; Namensgeber für den S-Bahnhof Alte Wöhr (Stadtpark) | Alte Wöhr |
| Amalie-Dietrich-Stieg (Lage)     | A542               | 0160                   | Amalie Dietrich (1821–1891), bedeutendste Australien- und Naturforscherin, Botanikerin, Zoologin und Pflanzenjägerin Deutschlands im 19. Jahrhundert, im Forschungsauftrag für das Hamburger Museum Godeffroy                                                                             | 1968                | | Amalie-Dietrich-Stieg, rechts angeschnitten ein Gebäude der Köster-Stiftung |
| Amalie-Schoppe-Weg (Lage)        | A369               | 0170                   | Amalie Schoppe (1791–1858), deutsche Schriftstellerin, Gönnerin von Friedrich Hebbel | 1930                | | Amalie-Schoppe-Weg |
| Am Eisenwerk (Lage)              | A720               | 0080                   | früherer Standort eines Eisenwerks | 2009                | Fußweg | Am Eisenwerk, Blick in Richtung Wiesendamm |
| Andreas-Knack-Ring (Lage)        | A725               | 0780                   | Andreas Knack (1886–1956), Sozialdemokrat und Mitglied der Hamburgischen Bürgerschaft, Direktor des Allgemeinen Krankenhauses Barmbek, Mitbegründer der Hamburger Gesellschaft für Sexualforschung, Verfolgter des Nationalsozialismus, später Präsident der Hamburger Gesundheitsbehörde | 2010                | auf dem Gelände des alten Allgemeinen Krankenhauses Barmbek | Andreas-Knack-Ring |
| Arnemannweg (Lage)               | A465               | 0120                   | Mathilde Arnemann (1809–1896), Samariterin, setzte sich für Armenfürsorge und Pflege von Kriegsopfern ein, mit Reliefporträt der „Verdienten Hamburger“ in der Diele des Hamburger Rathauses, Ehefrau von Bankier und Kaufmann Carl Theodor Arnemann                                      | 1930                | nach Carl Theodor Arnemann sind die Arnemannstraße und die Karl-Theodor-Straße in Ottensen benannt | Arnemannweg, Blick in Richtung Rudolphiplatz |
| Barmbeker-Ring-Brücke (Lage)     | B764               | 0260                   | Teil des Rings 2 (Mittlerer Ring) | 1971                | über die Fuhlsbüttler Straße; Teil des Rings 2 | weitere Bilder |
| Bendixensweg (Lage)              | B242               | 0150                   | Siegfried Detlev Bendixen (1786–1864), Landschaftsmaler in Hamburg und Umgebung | 1914                | | Bendixensweg |
| Benzenbergweg (Lage)             | B246               | 0120                   | Johann Friedrich Benzenberg (1777–1846), Physiker, Geodät und Publizist, machte Fallversuche an der Hamburger Hauptkirche Sankt Michaelis | 1930                | | Benzenbergweg, Blick in Richtung Elligersweg |
| Bert-Kaempfert-Platz (Lage)      | B882               | 0210 × 60              | Bert Kaempfert (1923–1980), Orchesterleiter und Komponist, in Barmbek geboren | 2008                | auf dem Gelände der ehemaligen New-York Hamburger Gummi-Waaren Compagnie, heute Sitz des Museums der Arbeit | Bert-Kaempfert-Platz |
| Bramfelder Brücke (Lage)         | –                  | 0015 (im Stadtteil)    | Bramfeld, Stadtteil von Hamburg | 1904                | im Verlauf der Bramfelder Straße über den Osterbekkanal; verbindet Barmbek-Nord und Barmbek-Süd; bis 2005 Teil der Bundesstraße 434; südlicher Teil in Barmbek-Süd | weitere Bilder |
| Bramfelder Straße (Lage)         | B544               | 1340 (im Stadtteil)    | Bramfeld, Stadtteil von Hamburg | 1862                | alte Landstraße; bis 2005 Teil der Bundesstraße 434; südlicher Teil in Barmbek-Süd | weitere Bilder |
| Brüggemannsweg (Lage)            | B633               | 0130                   | Hans Brüggemann (um 1480–1540), Bildhauer und Bildschnitzer | 1914                | | Brüggemannsweg, Blick in Richtung Manstadtsweg |
| Burmesterstraße (Lage)           | B724               | 0270                   | Willy Burmester (1869–1933), Hamburger Violinist, Komponist und Herausgeber, und Johanna Burmester (1865–1925), Pianistin | 1927                | seit 2022 auch der Schwester Willy Burmesters, Johanna, gewidmet | Burmesterstraße, Blick aus Richtung Witthof, rechts mittig zweigt die Stockhausenstraße ab                                                                                       |
| Dennerstraße (Lage)              | D072               | 0240                   | Balthasar Denner (1685–1749), Maler aus Altona, und Tochter Catharina Denner (1715–1744), Pianistin und Malerin | 1929                | Teil des Rings 2; seit 2022 auch Catharina Denner gewidmet | Dennerstraße, Blick in Richtung Habichtsplatz/Habichtstraße |
| Detmerstraße (Lage)              | D083               | 0240                   | Alexander Detmer (1814–1903), Pastor in St. Georg, Mitbegründer des ehemaligen Pestalozzistifts zu St. Georg an dieser Stelle (1865–1906) | 1910                | reichte ursprünglich bis Rübenkamp | Detmerstraße (Westseite), Blick in Richtung Hellbrookstraße |
| Dieselgarten (Lage)              | D105               | 0080                   | Rudolf Diesel (1858–1913), Ingenieur und Erfinder des Dieselmotors | 1936                | Fußweg zwischen Dieselstraße und Oertzweg | Dieselgarten, Blick in Richtung Oertzweg |
| Dieselstraße (Lage)              | D106               | 0720                   | Rudolf Diesel (1858–1913), Ingenieur und Erfinder des Dieselmotors | 1930                | | Dieselstraße |
| Diesterwegstraße (Lage)          | D109               | 0170                   | Adolph Diesterweg (1790–1866), Pädagoge, Anhänger Johann Heinrich Pestalozzis und Verbreiter seiner Ideen | 1911                | Lage des Pestalozzistifts zu St. Georg (1865–1906) | Diesterwegstraße, Blick in Richtung Fuhlsbüttler Straße |
| Dohlenweg (Lage)                 | D137               | 0280                   | Singvogelart Dohle | 1914                | wie die meisten Vogelstraßennamen in Barmbek in Erinnerung an den hier gelegenen Garten von Vogelforscher und -liebhaber Gerhard Hinrich von Essen (1770–1833) | Dohlenweg, Blick in Richtung Lämmersieth |
| Drögestraße (Lage)               | D199               | 0140                   | Wilhelm Dröge (1807–1879), stellte das Grundstück für den Bau des früher hier gelegenen Pestalozzistifts (1865–1906) zur Verfügung und streckte das Geld für den Bau vor | 1880                | | Drögestraße, Blick in Richtung Fuhlsbüttler Straße |
| Drosselstraße (Lage)             | D204               | 0660                   | Singvogelfamilie der Drosseln | 1899                | wie die meisten Vogelstraßennamen in Barmbek in Erinnerung an den hier gelegenen Garten von Vogelforscher und -liebhaber Gerhard Hinrich von Essen (1770–1833). Endete ursprünglich an der Steilshooper Straße, verlängert als Durchbruchstraße in der Nachkriegszeit zur Bramfelder Straße. | weitere Bilder |
| Eckmannsweg (Lage)               | E019               | 0100                   | Otto Eckmann (1865–1902), Hamburger Maler, Grafiker und Typograf | 1927                | | Eckmannsweg, Blick in Richtung Herbstsweg |
| Elise-Lensing-Weg (Lage)         | E145               | 0100                   | Elise Lensing (1804–1854), Gönnerin und spätere Geliebte des Dramatikers Friedrich Hebbel | 1948                | | Elise-Lensing-Weg |
| Elligersweg (Lage)               | E163               | 1150                   | Ottmar Elliger (1633–1679), flämischer Stilllebenmaler, der in Hamburg lebte | 1914                | | Elligersweg, Blick in Richtung Südwesten |
| Emil-Janßen-Straße (Lage)        | E176               | 0370                   | Emil Janssen (1807–1845), Hamburger Maler der Spätromantik, Zeitgenosse von Friedrich Wasmann | 1927                | Parallelstraße zur Wasmannstraße | Emil-Janßen-Straße |
| Föttingergarten (Lage)           | F177               | 0070                   | Hermann Föttinger (1877–1945), Elektroingenieur, Erfinder und Hochschullehrer | 1952                | Fußweg zwischen Dieselstraße und Oertzweg | Föttingergarten, Blick in Richtung Oertzweg |
| Fraenkelstraße (Lage)            | F198               | 0290                   | Eugen Fraenkel (1853–1925), Pathologe und Bakteriologe am Eppendorfer Krankenhaus und Marie Fraenkel (1861–1943) | 1945                | seit Oktober 2023 auch nach der Ehefrau, einem Opfer des Nationalsozialismus, benannt | Fraenkelstraße |
| Fritz-Neubers-Weg (Lage)         | F247               | 0080                   | Fritz Neubers (1837–1889), Hamburger Bildhauer | 1927                | | Fritz-Neubers-Weg, Blick in Richtung Hardorffsweg |
| Fuhlsbüttler Straße (Lage)       | F279               | 2750                   | Fuhlsbüttel, Stadtteil von Hamburg | 1862/1929           | nördlicher Teil in Ohlsdorf; Haupteinkaufsstraße von Barmbek-Nord; Straße mit der höchsten Hausnummer in Hamburg (792) | weitere Bilder |
| Funhofweg (Lage)                 | F281               | 0170                   | Hinrik Funhof († 1485), in Hamburg tätiger Maler der Spätgotik | 1949                | 1929–1949 Funhof | Funhofweg, Blick in Richtung Lorichsstraße |
| Geierstraße (Lage)               | G047               | 0270                   | Greifvogelart Geier | 1914                | vermutlich wie die meisten Vogelstraßennamen in Barmbek in Erinnerung an den hier gelegenen Garten von Vogelforscher und -liebhaber Gerhard Hinrich von Essen (1770–1833) | Geierstraße, Blick in Richtung Wachtelstraße |
| Genslerstraße (Lage)             | G054               | 0400                   | Brüder Günther (1803–1884), Jacob (1808–1845) und Martin Gensler (1811–1881), Hamburger Maler | 1914                | | weitere Bilder |
| Grenzbachstraße (Lage)           | G222               | 0080 (im Stadtteil)    | nach der Seebek, die hier die Grenze zu Bramfeld darstellt | 1946                | östlicher Teil in Bramfeld | Grenzbachstraße, Blick in Richtung Heinrich-Helbing-Straße, etwa in der Bildmitte geht die Straße in den Stadtteil Bramfeld über                                                 |
| Grögersweg (Lage)                | G245               | 0210                   | Friedrich Carl Gröger (1766–1838), norddeutscher Porträtmaler und Lithograf, Geschäftspartner von Heinrich Jacob Aldenrath, seit 1814 in Hamburg wohnhaft | 1922                | Parallelstraße zum Aldenrathsweg | Grögersweg |
| Guerickeweg (Lage)               | G333               | 0090                   | Otto von Guericke (1602–1686), deutscher Politiker, Jurist, Physiker und Erfinder, seit 1681 in Hamburg wohnhaft | 1930/1940           | | Guerickeweg, Blick in Richtung Benzenbergweg |
| Habichtsplatz (Lage)             | H008               | 0130 × 130             | Greifvogelart Habicht | 1914/1929           | anders als die meisten Vogelstraßennamen in Barmbek nicht in Erinnerung an den hier gelegenen Garten von Vogelforscher und -liebhaber Gerhard Hinrich von Essen (1770–1833), sondern in Bezug auf die Habichte, die sich bei einer Abdeckerei Ecke Schlicksweg/Steilshooper Straße mit Aas versorgten | Habichtsplatz, Teil südl. der Habichtstraße |
| Habichtstraße (Lage)             | H009               | 1240                   | Greifvogelart Habicht | 1888/1930           | anders als die meisten Vogelstraßennamen in Barmbek nicht in Erinnerung an den hier gelegenen Garten von Vogelforscher und -liebhaber Gerhard Hinrich von Essen (1770–1833), sondern in Bezug auf die Habichte, die sich bei einer Abdeckerei Ecke Schlicksweg/Steilshooper Straße mit Aas versorgten; Teil des Rings 2; Namensgeber für den U-Bahnhof Habichtstraße                                                                                    | weitere Bilder |
| Habichtsweg (Lage)               | H010               | 0100                   | Greifvogelart Habicht | 1927                | anders als die meisten Vogelstraßennamen in Barmbek nicht in Erinnerung an den hier gelegenen Garten von Vogelforscher und -liebhaber Gerhard Hinrich von Essen (1770–1833), sondern in Bezug auf die Habichte, die sich bei einer Abdeckerei Ecke Schlicksweg/Steilshooper Straße mit Aas versorgten | Habichtsweg, Blick vom Habichtsplatz (Südteil) zur Fuhlsbüttler Straße |
| Halbenkamp (Lage)                | H702               | 0110                   | Johannes Halben (1829–1902), Hamburger Lehrer, Mitglied der Hamburger Bürgerschaft und des Reichstages | 1968                | war Teil der Pestalozzistraße | Halbenkamp, Blick in Richtung Geierstraße |
| Hardorffsweg (Lage)              | H136               | 0360                   | Gerdt Hardorff (1769–1864), deutscher Maler, Schüler von Johann Anton Tischbein, Lehrer von Hermann Kauffmann | 1927                | Hardorffsweg, Tischbeinstraße und Hermann-Kauffmann-Straße sind Nebenstraßen der Fuhlsbüttler Straße | Hardorffsweg, Blick in Richtung Fuhlsbüttler Straße |
| Harkensee (Lage)                 | H853               | 0090                   | Name einer alten Barmbeker Bauernfamilie | 2010                | auf dem Gelände des alten Allgemeinen Krankenhauses Barmbek | Harkensee, Blick in Richtung Norden |
| Hartzloh (Lage)                  | H155               | 0470                   | nach einem alten Flurnamen und Namen eines ehemaligen Dorfes | 1904                | ursprünglich „Feldweg 2“ | Hartzloh |
| Hartzlohplatz (Lage)             | H156               | 0120 × 80              | nach einem alten Flurnamen und Namen eines ehemaligen Dorfes | 1922                | | Hartzlohplatz |
| Harzensweg (Lage)                | H159               | 0160                   | Georg Ernst Harzen (1790–1863), Künstler, Galerist und Mitbegründer des Kunstvereins in Hamburg | 1914                | | Harzensweg, Blick in Richtung Hellbrookstraße |
| Hebebrandbrücke (Lage)           | H730               | 0050                   | Werner Hebebrand (1899–1966), Architekt und Stadtplaner, Oberbaudirektor in Hamburg (1952–1964) | 1974                | über die Hamburg-Altonaer Verbindungsbahn und Güterumgehungsbahn Hamburg; westlicher Teil in Winterhude | weitere Bilder |
| Hebebrandstraße (Lage)           | H703               | 0430 (im Stadtteil)    | Werner Hebebrand (1899–1966), Architekt und Stadtplaner, Oberbaudirektor in Hamburg (1952–1964) | 1969                | Teile der nördlichen Seite in Ohlsdorf | Hebebrandstraße |
| Heidhörn (Lage)                  | H251               | 0370                   | nach einem alten Flurnamen | 1914                | | Heidhörn, Blick von der Kreuzung Schwalbenstraße zur Steilshooper Straße |
| Hellbrookstieg (Lage)            | H326               | 0130                   | Gasthaus und Siedlung „Hellbrook“ im Nordosten von Barmbek, die nach einem alten Flurnamen benannt waren | 1937                | Fußweg zwischen Hellbrookstraße und Habichtstraße | Hellbrookstieg, Blick in Richtung Habichtstraße |
| Hellbrookstraße (Lage)           | H327               | 1460                   | Gasthaus und Siedlung „Hellbrook“ im Nordosten von Barmbek, die nach einem alten Flurnamen benannt waren | 1899                | | Hellbrookstraße |
| Hellbrookstraßenbrücke (Lage)    | –                  | 0040                   | Gasthaus und Siedlung „Hellbrook“ im Nordosten von Barmbek, die nach einem alten Flurnamen benannt waren | 1912/13             | über den Barmbeker Stichkanal; westlicher Teil in Winterhude | Hellbrookstraßenbrücke |
| Herbstsweg (Lage)                | H358               | 0210                   | Thomas Herbst (1848–1915), Hamburger Maler des Impressionismus und Gründungsmitglied des Hamburgischen Künstlerklubs | 1927                | | Herbstsweg, Blick von der Steilshooper Straße, in der Bildmitte zweigt nach rechts der Nölkensweg ab                                                                             |
| Hermann-Kauffmann-Straße (Lage)  | H368               | 0400                   | Hermann Kauffmann (1808–1889), Hamburger Maler, Schüler von Gerdt Hardorff | 1914                | Hermann-Kauffmann-Straße und Hardorffsweg sind Nebenstraßen der Fuhlsbüttler Straße | Herrmann-Kauffmann-Straße |
| Hiddingaweg (Lage)               | H421               | 0070                   | Gerlof Hiddinga (1683–1766), Mathematiker und Zeichenlehrer am Johanneum | 1929                | | Hiddingaweg, Blick in Richtung Steilshooper Straße |
| Hufnerstraße (Lage)              | H676               | 0750 (im Stadtteil)    | Lage der Hufe der Barmbeker Hufner (als Pendant der Käthnerort in Barmbek-Süd bzw. die Käthnerortbrücke zwischen den Stadtteilen) | 1862                | südlicher Teil in Barmbek-Süd | Hufnerstraße, Blick in Richtung der Kreuzung Wiesendamm |
| Hufnerstraßenbrücke (Lage)       | –                  | 0050                   | Lage der Hufe der Barmbeker Hufner (als Pendant der Käthnerort in Barmbek-Süd bzw. die Käthnerortbrücke zwischen den Stadtteilen) | 1904                | über den Osterbekkanal; südlicher Teil in Barmbek-Süd | Hufnerstraßenbrücke |
| Hufnertwiete (Lage)              | H677               | 0070                   | Lage der Hufe der Barmbeker Hufner | 1927                | „-twiete“ = Querweg | Hufnertwiete, Blick in Richtung Hufnerstraße |
| Ivensweg (Lage)                  | I117               | 0240                   | Hamburger Schiffsbauerfamilie Iven | 1929                | | Ivensweg, Blick in Richtung Norden, in der Bildmitte (hinter der Straßenlaterne) zweigt nach links der Hiddingaweg ab, dahinter geht der Ivensweg in den Langenfort über         |
| Jahnbrücke (Lage)                | J118               | 0120                   | Friedrich Ludwig Jahn (1778–1852), Initiator der deutschen Turnbewegung | 1967                | Verlängerung des Jahnrings in Winterhude über eine ungenutzte Brücke über die ehemals geplante Osttangente sowie die Hamburg-Altonaer Verbindungsbahn und Güterumgehungsbahn Hamburg; westlicher Teil in Winterhude; der Name umschreibt auch die Zufahrten zu den beiden Brücken und nicht nur die Brückenbauwerke an sich; Teil des Rings 2 | weitere Bilder |
| Jakob-Mores-Weg (Lage)           | J022               | 0100                   | Jakob Mores (um 1550–1610), Goldschmiedemeister | 1929                | | Jakob-Mores-Weg, Blick in Richtung Meister-Francke-Straße |
| Käthnerortbrücke (Lage)          | –                  | 0040                   | Lage der Ansiedlung der Barmbeker Kätner (als Pendant die Hufnerstraße) | 1910                | über den Osterbekkanal; südlicher Teil in Barmbek-Süd | Käthnerortbrücke, Blick in Richtung Käthnerort |
| Kernerreihe (Lage)               | K139               | 0190                   | Georg Reinhold Kerner (1810–1858), Mathematiker, Wasserbautechniker und -inspektor | 1930                | | Kernerreihe, Blick in Richtung Rümkerstraße |
| Kießlingstieg (Lage)             | K175               | 0090                   | Johann Kießling (1839–1905), Physiker und Gymnasialprofessor am Johanneum | 1931                | | Kießlingstieg, Blick in Richtung Rümkerstraße |
| Kindtsweg (Lage)                 | K176               | 0120                   | David Kindt (1580–1652), Hamburger Maler | 1929                | | Kindtsweg, Blick in Richtung Meister-Francke-Straße |
| Kranichweg (Lage)                | K405               | 0270                   | Vogelart Kranich | 1914                | wie die meisten Vogelstraßennamen in Barmbek in Erinnerung an den hier gelegenen Garten von Vogelforscher und -liebhaber Gerhard Hinrich von Essen (1770–1833) | Kranichweg, Blick in Richtung Lämmersieth |
| Krausestraße (Lage)              | K408               | 0400 (im Stadtteil)    | Emil Krause (1870–1943), deutscher Sozialdemokrat, Reformpädagoge und Schulsenator in Hamburg | 1950                | vor 1950 Ahrensburger Straße; südlicher Teil in Dulsberg | Krausestraße, Blick in südl. Richtung, links die Einmündung Halbenkamp |
| Krausestraßenbrücke (Lage)       | –                  | 0040                   | Emil Krause (1870–1943), deutscher Sozialdemokrat, Reformpädagoge und Schulsenator in Hamburg | 1960                | über den Osterbekkanal; südlicher Teil in Dulsberg | weitere Bilder |
| Krüsistraße (Lage)               | K457               | 0280                   | Hermann Krüsi (1775–1844), Mitarbeiter von Johann Heinrich Pestalozzi | 1966                | Lage des Pestalozzistifts zu St. Georg (1865–1906); Teil des Busbahnhofs am Bahnhof Barmbek; 1910 gab es zwischen Detmerstraße und Lienhardstraße schon eine Krüsistraße, die nach dem Zweiten Weltkrieg aufgegeben wurde | Krüsistraße, etwa ab Bildmitte in die Pestalozzistraße übergehend, rechts Nordteil des Busbahnhofs am U/S-Bahnhof Barmbek                                                        |
| Krüßweg (Lage)                   | K458               | 0130                   | Hugo Krüß (1843–1925), Optiker und Naturforscher, Unternehmensleiter von A. Krüss Optisches Institut | 1930                | | Krüßweg, Blick in Richtung Kernerreihe |
| Lambrechtsweg (Lage)             | L016               | 0250                   | Hans Lambrecht (um 1600/05–nach 1683), Goldschmiedemeister | 1914                | | Lambrechtsweg, Blick in Richtung Manstadtsweg |
| Lämmersieth (Lage)               | L009               | 1290                   | nach einem alten Flurnamen („Lämmerweide“) | 1909/1930           | | weitere Bilder |
| Langenfort (Lage)                | L041               | 0710                   | nach einem alten Flurnamen („Lange Furche“, also außergewöhnlich lange Flurstücke) | 1914                | | Langenfort |
| Lauensteinstraße (Lage)          | L085               | 0440                   | Carl Lauenstein (1850–1915), Oberarzt und Chirurg am Hamburger Hafenkrankenhaus | 1957                | vor 1957 Teil der Dennerstraße; Teil des Rings 2 | Lauensteinstraße |
| Lienhardstraße (Lage)            | L172               | 0070                   | Hauptfigur „Lienhard“ im Roman Lienhard und Gertrud von Johann Heinrich Pestalozzi | 1910                | Lage des Pestalozzistifts zu St. Georg (1865–1906). Reichte ursprünglich bis Hellbrookstraße. | Lienhardstraße, Blick vom Rübenkamp |
| Lißmannseck (Lage)               | L199               | 0120                   | Fritz Lißmann (1880–1915), Maler, sowie seine Eltern Friedrich Heinrich Lißmann (auch Lissmann, 1847–1894), Opernsänger, und Anna Maire Lißmann-Gutzschbach (1847–1928), Opernsängerin | 1929                | | Lißmannseck, Blick in Richtung Schwalbenplatz (Ostseite) |
| Lorichsstraße (Lage)             | L250               | 0570                   | Melchior Lorichs (um 1527–nach 1594), Künstler und Zeichner einer Elbkarte | 1914                | | Lorichsstraße |
| Lünkenweg (Lage)                 | L284               | 0130                   | „Lünken“, niederdeutsch für „Spatz“ | 1909                | wie die meisten Vogelstraßennamen in Barmbek in Erinnerung an den hier gelegenen Garten von Vogelforscher und -liebhaber Gerhard Hinrich von Essen (1770–1833) | Lünkenweg, Blick in Richtung Bramfelder Straße |
| Manstadtsweg (Lage)              | M031               | 0230                   | Johann Wilhelm Manstadt (1722–1788), Bildhauer | 1914                | | Manstadtsweg, Blick in Richtung Meister-Francke-Straße |
| Marianne-Wolff-Weg (Lage)        | M044               | 0140                   | Marianne Wolff (geb. Niemeyer, verwitwete Immermann, 1816–1886), Witwe des Dichters Karl Immermann | 1930                | | Marianne-Wolff-Weg, Blick in Richtung Rudolphiplatz |
| Massaquoipassage (Lage)          | M454               | 0090                   | Hans-Jürgen Massaquoi (1926–2013), deutsch-amerikanischer Journalist und Schriftsteller, wuchs in Barmbek auf | 2017                | Fußweg zwischen Drosselstraße und Krüsistraße | Massaquoipassage, Blick von der Drosselstraße auf den U/S-Bahnhof Barmbek (Nordseite)                                                                                            |
| Matthias-Scheits-Weg (Lage)      | M091               | 0120                   | Matthias Scheits (1630–1700), Hamburger Maler | 1929                | | Matthias-Scheits-Weg, Blick in Richtung Elligersweg |
| Maurienstraße (Lage)             | M097               | 0190                   | Johann Hinrich Wilhelm Maurien († 1882), Mitbegründer der New-York Hamburger Gummi-Waaren Compagnie | 1886                | südlicher Teil in Barmbek-Süd, durch den Osterbekkanal getrennt; die hölzerne Brückenverbindung wurde im Zweiten Weltkrieg Ende Juli 1943 bei einem Luftangriff zerstört. Im Dezember 2022 wurde eine neue Fußgängerbrücke fertiggestellt; Parallelstraße zur Poppenhusenstraße, die ebenfalls nach einem Begründer der New-York Hamburger Gummi-Waaren Compagnie benannt ist; dazwischen das ehemalige Werksgelände, heute Sitz des Museums der Arbeit | Maurienstraße, Blick in Richtung Wiesendamm/Fuhlsbüttler Straße |
| Meisenstraße (Lage)              | M125               | 0380                   | Singvogelfamilie der Meisen | 1914                | wie die meisten Vogelstraßennamen in Barmbek in Erinnerung an den hier gelegenen Garten von Vogelforscher und -liebhaber Gerhard Hinrich von Essen (1770–1833) | Meisenstraße, Blick von der Kreuzung Pfauenweg zur Habichtstraße |
| Meister-Bertram-Straße (Lage)    | M126               | 0260                   | Meister Bertram (um 1340–1414/15), in Hamburg tätiger Maler der Gotik | 1929                | Nordseite in Ohlsdorf | Meister-Bertram-Straße, Blick in Richtung Fuhlsbüttler Straße |
| Meister-Francke-Straße (Lage)    | M127               | 0120                   | Meister Francke, (um 1383–um 1436), in Hamburg tätiger Mönchsmaler von Altarbildern | 1929                | nördlicher Teil in Ohlsdorf; Anlieger nur in Barmbek-Nord | Meister-Francke-Straße, Blick von der Einmündung der Schmachthäger Straße in Richtung Süden                                                                                      |
| Middendorfstraße (Lage)          | M186               | 0080 (im Stadtteil)    | Friedrich Middendorf (1842–1903), Schiffbauingenieur und Direktor des Germanischen Lloyds | 1951                | östlicher Teil in Bramfeld; Anlieger nur in Barmbek-Nord | Middendorfstraße, Blick in Richtung Oertzweg (rechts abzweigend beim Einbahnstraßenschild), dahinter zum Stadtteil Bramfeld gehörend                                             |
| Mildestieg (Lage)                | M190               | 0380                   | Carl Julius Milde (1803–1875), Hamburger Maler, Lithograf und Restaurator | 1914                | | Mildestieg |
| Morgensternsweg (Lage)           | M305               | 0120                   | Christian Morgenstern (1805–1867), Hamburger Landschaftsmaler, Großvater des gleichnamigen Dichters | 1927                | | Morgensternsweg |
| Münstermannsweg (Lage)           | M333               | 0110                   | Ludwig Münstermann (1560/1575–um 1638/39), Bildhauer und Holzschnitzmeister | 1922                | | Münstermannsweg, Blick in Richtung Meister-Francke-Straße |
| Neue Wöhr (Lage)                 | N052               | 0210                   | nach einem alten Flurnamen in Anlehnung an die Alte Wöhr | 1949                | | Neue Wöhr |
| Nölkensweg (Lage)                | N140               | 0110                   | Franz Nölken (1884–1918), Hamburger Maler des Expressionismus, Mitglied der Künstlervereinigung „Brücke“ | 1927                | | Nölkensweg, Blick in Richtung Wittenkamp |
| Nordschleswiger Straße (Lage)    | N172               | 0110 (im Stadtteil)    | in Erinnerung an die Abtretung Nordschleswigs 1920 an Dänemark | 1928                | südlicher Teil in Wandsbek und Dulsberg; in Barmbek-Nord ohne Anlieger; Teil des Rings 2 | Nordschleswiger Straße, Blick in Richtung Habichtstraße, die hinter der Ampel beginnt                                                                                            |
| Oertzgarten (Lage)               | O041               | 0100                   | Max Oertz (1871–1929), Yachtkonstrukteur | 1936                | Fußweg zwischen Dieselstraße und Oertzweg | Oertzgarten, Blick in Richtung Dieselstraße |
| Oertzweg (Lage)                  | O042               | 0490                   | Max Oertz (1871–1929), Yachtkonstrukteur | 1930                | | Oertzweg, Blick in Richtung Middendorfstraße |
| Oldachstraße (Lage)              | O077               | 0430                   | Julius Oldach (1804–1830), Hamburger Maler der Romantik und des Realismus | 1914                | | Oldachstraße |
| Ole Enn (Lage)                   | O084               | 0110                   | niederdeutsch für „altes Ende“ | 1938                | an der Grenze von Barmbek zum ehemaligen Dorf Hartzloh | Ole Enn |
| Osterbekweg (Lage)               | O135               | 0330                   | Osterbek, Bach in Hamburg, durchquert Barmbek | 1873                | verläuft parallel zum Osterbekkanal, zwischen Maurienstraße und der Ecke Hufnerstraße/Poppenhusenstraße nur Fußweg | Osterbekweg, Blick in Richtung Hufnerstraße, rechts vorne ist ein Teil von TRUDE erkennbar                                                                                       |
| Otto-Speckter-Straße (Lage)      | O169               | 0620                   | Otto Speckter (1807–1871), Hamburger Zeichner und Radierer | 1928                | | Otto-Speckter-Straße, Blick vom Habichtsplatz (Nordteil) in Richtung Norden |
| Peiffersweg (Lage)               | P056               | 0390                   | Engelbert Peiffer (1830–1896), deutscher Bildhauer und Medailleur | 1914                | | Peiffersweg, Blick in Richtung Schwalbenstraße, rechts mittig ein Fahrsignal an der Strecke der U 3                                                                              |
| Pestalozzistraße (Lage)          | P073               | 0270                   | Johann Heinrich Pestalozzi (1746–1827), Schweizer Pädagoge | 1880                | Ursprünglich im Westen bis Hufnerstraße und im Osten bis Lämmersieth. | Pestalozzistraße, Blick in Richtung Steilshooper Straße, etwa in Bildmitte die Einmündung der Starstraße (nach links)                                                            |
| Pfauenweg (Lage)                 | P093               | 0490                   | Vogelart Blauer Pfau | 1914                | wie die meisten Vogelstraßennamen in Barmbek in Erinnerung an den hier gelegenen Garten von Vogelforscher und -liebhaber Gerhard Hinrich von Essen (1770–1833) | Pfauenweg, Blick in Richtung Lämmersieth |
| Piazzetta-Ralph-Giordano (Lage)  | P273               | 0080 × 20              | Ralph Giordano (1923–2014), Journalist, Publizist, Schriftsteller und Regisseur, in Barmbek geboren | 2017                | piazzetta italienisch für „kleiner Platz“ | Piazetta-Ralph-Giordano, Blick in Richtung der Kreuzung Fuhlsbüttler Straße und Drosselstraße                                                                                    |
| Plathweg (Lage)                  | P138               | 0080                   | Christian Wilhelm Plath (1820–1894), Astronom und Oberingenieur der Baudeputation | 1963                | | Plathweg, Blick vom Elligersweg |
| Poppenhusenstraße (Lage)         | P170               | 0210                   | Conrad Poppenhusen (1818–etwa 1884), Mitbegründer der New-York Hamburger Gummi-Waaren Compagnie | 1910                | Parallelstraße zur Maurienstraße, die ebenfalls nach einem Begründer der New-York Hamburger Gummi-Waaren Compagnie benannt ist; dazwischen das ehemalige Werksgelände, heute Sitz des Museums der Arbeit | Poppenhusenstraße, Blick in Richtung Hufnerstraße, in der Bildmitte die Hufnerstraßenbrücke                                                                                      |
| Prechtsweg (Lage)                | P192               | 0250                   | Christian Precht (um 1635–1694/95), Hamburger Bildhauer | 1922                | | Prechtsweg, Blick in Richtung Manstadtsweg |
| Richeystraße (Lage)              | R181               | 0370                   | Michael Richey (1678–1761), Hamburger Gelehrter und Dichter, Professor am Akademischen Gymnasium | 1951                | 1924–1933 Goethestraße, 1933–1951 Kaiser-Friedrich-Straße; nur angrenzende Grundstücke im westlichen Teil gehören zu Barmbek-Nord, die Straßenfläche zu Bramfeld und Steilshoop | Richeystraße, Blick in Richtung Fabriciusstraße |
| Roggenkamp (Lage)                | R258               | 0120                   | Getreideart Roggen | 1911                | | Roggenkamp, Blick in Richtung Wiesendamm, in der Bildmitte zweigt links die Hufnertwiete ab                                                                                      |
| Rosamstwiete (Lage)              | R279               | 0090                   | Walter Alfred Rosam (1883–1916), Hamburger Maler des Post-Impressionismus | 1929                | „-twiete“ = Querweg | Rosamstwiete, Blick in Richtung Heidhörn |
| Rudolphiplatz (Lage)             | R330               | 0060 × 60              | Caroline Rudolphi (1753–1811), Erzieherin, Dichterin und Inhaberin einer Erziehungsanstalt in Hamm | 1930                | | Rudolphiplatz, etwa in Bildmitte Abzweigung des Arnemannwegs (nach links) |
| Rübenkamp (Lage)                 | R333               | 2210 (im Stadtteil)    | nach einem alten Flurnamen | 1928                | nördlicher Teil in Ohlsdorf | Rübenkamp |
| Rümkerstraße (Lage)              | R343               | 0400                   | Karl Rümker (1788–1862), sein Sohn George Rümker (1832–1900), Astronomen und Direktoren der Hamburger Sternwarte, und seine Ehefrau Mary Hannah Rümker (1809–1889), Entdeckerin eines Kometen                                                                                             | 1930                | | Rümkerstraße, Blick in Richtung Südwesten |
| Rungestieg (Lage)                | R370               | 0180                   | Philipp Otto Runge (1777–1810), Maler der Frühromantik | 1930                | Fußweg zwischen Rungestraße und Rümkerstraße | Rungestieg, Blick in Richtung Rümkerstraße |
| Rungestraße (Lage)               | R371               | 0340                   | Philipp Otto Runge (1777–1810), Maler der Frühromantik | 1929                | | Rungestraße, Blick in Richtung Elligersweg |
| Ruthsweg (Lage)                  | R377               | 0200                   | Valentin Ruths (1825–1905), Hamburger Landschaftsmaler und Lithograf, und dessen Nichte Amelie Ruths (1871–1956), Malerin und Grafikerin | 1914                | | Ruthsweg, Blick in Richtung Fuhlsbüttler Straße |
| Saarlandstraße (Lage)            | S004               | 0660                   | Saarland | 1935                | anlässlich des Wiederanschlusses des Saarlandes an das Deutsche Reich; nördlicher Teil und westliche Seite des südlichen Teils zu Winterhude; Namensgeber für den U-Bahnhof Saarlandstraße | weitere Bilder |
| Schaudinnstwiete (Lage)          | S121               | 0060                   | Fritz Schaudinn (1871–1906), Zoologe und Abteilungsleiter am Institut für Schiffs- und Tropenkrankheiten, Mitentdecker des Syphilis-Erregers | 1938                | vor 1938 Fraenkelweg; Querstraße zur Fraenkelstraße; „-twiete“ = Querweg | Schaudinnstwiete |
| Schleidenbrücke (Lage)           | –                  | 0040                   | Matthias Jacob Schleiden (1804–1881), Hamburger Botaniker, Mitbegründer der Zelltheorie | 1929                | über den Osterbekkanal, südlicher Teil in Barmbek-Süd, Westseite des nördlichen Teils in Winterhude | weitere Bilder |
| Schlicksweg (Lage)               | S210               | 0450                   | Ernst Otto Schlick (1840–1913), Schiffsbauingenieur und Erfinder des Schiffskreisels | 1930                | | Schlicksweg, Blick in Richtung Steilshooper Straße |
| Schmachthäger Straße (Lage)      | S224               | 0680                   | Schmachthagen, untergegangenes Dorf, 1347 ersterwähnt, 1573 wüst | 1929                | östliche Straßenseite in Steilshoop | Schmachthäger Straße, Blick in Richtung Nordosten |
| Schwalbenplatz (Lage)            | S336               | 0220 × 60              | Singvogelart Schwalbe | 1914                | wie die meisten Vogelstraßennamen in Barmbek in Erinnerung an den hier gelegenen Garten von Vogelforscher und -liebhaber Gerhard Hinrich von Essen (1770–1833) | Schwalbenplatz (Ostseite), Blick in Richtung Habichtstraße |
| Schwalbenstraße (Lage)           | S337               | 0570                   | Singvogelart Schwalbe | 1899                | wie die meisten Vogelstraßennamen in Barmbek in Erinnerung an den hier gelegenen Garten von Vogelforscher und -liebhaber Gerhard Hinrich von Essen (1770–1833) | Schwalbenstraße, Blick von der Kreuzung Peiffersweg in Richtung Hellbrookstraße                                                                                                  |
| Sonderburger Straße (Lage)       | S492               | 0100                   | Sonderburg (dänisch Sønderborg), Stadt in Nordschleswig | 1930                | Teil der Themengruppe Nordschleswig, die hauptsächlich im direkt angrenzenden Dulsberg liegt | Sonderburger Straße, das Wohnhaus rechts ist das einzige Gebäude in der Straße                                                                                                   |
| Starstraße (Lage)                | S594               | 0490                   | Singvogelfamilie der Stare | 1910                | wie die meisten Vogelstraßennamen in Barmbek in Erinnerung an den hier gelegenen Garten von Vogelforscher und -liebhaber Gerhard Hinrich von Essen (1770–1833). Nördlicher Abschnitt war ursprünglich Teil der Stellbergstraße. | Starstraße, Blick in Richtung Hellbrookstraße |
| Steilshooper Straße (Lage)       | S620               | 2010                   | Steilshoop, Stadtteil von Hamburg | 1862/1950           | nördlicher Teil in Steilshoop | weitere Bilder |
| Stichkanalbrücke (Lage)          | –                  | 0040                   | Barmbeker Stichkanal | 1928                | über den Barmbeker Stichkanal im Verlauf des Wiesendamms | Stichkanalbrücke, Blick in Richtung Kreuzung Wiesendamm/Hufnerstraße |
| Stockhausenstraße (Lage)         | S698               | 0130                   | Julius Stockhausen (1826–1906), Sänger und Dirigent der Hamburger Philharmonischen Konzerte und an der Hamburger Singakademie und seine Mutter Margarethe Stockhausen (1803–1877), Sopranistin                                                                                            | 1927                | | Stockhausenstraße, Blick in Richtung Wiesendamm |
| Stöttrupweg (Lage)               | S706               | 0140                   | Andreas Stöttrup (1754–1811), Maler und Kupferstecher | 1930                | | Stöttrupweg, Blick in Richtung Lorichsstraße |
| Suhrsweg (Lage)                  | S807               | 0240                   | Gebrüder Suhr: Christoffer (1771–1842), Cornelius (1781–1857) und Peter (1788–1857), Hamburger Lithografen, Maler und Zeichner | 1914                | | Suhrsweg, Blick in Richtung Schwalbenstraße |
| Theodor-Rumpel-Stieg (Lage)      | T057               | 0070                   | Theodor Rumpel (1862–1923), Chirurg und Oberarzt am Allgemeinen Krankenhaus Eppendorf, Direktor des Allgemeinen Krankenhauses Barmbek | 1960                | bis 1960 Teil des Theodor-Rumpel-Wegs, der durch den Ausbau der Lauensteinstraße zum Ring 2 zweigeteilt wurde | Theodor-Rumpel-Stieg |
| Theodor-Rumpel-Weg (Lage)        | T058               | 0150                   | Theodor Rumpel (1862–1923), Chirurg und Oberarzt am Allgemeinen Krankenhaus Eppendorf, Direktor des Allgemeinen Krankenhauses Barmbek | 1929                | 1960 um den Theodor-Rumpel-Stieg verkürzt | Theodor-Rumpel-Weg |
| Tieloh (Lage)                    | T088               | 0420                   | nach einem alten Flurnamen | 1901                | | weitere Bilder |
| Tischbeinstraße (Lage)           | T111               | 0300                   | Johann Heinrich Wilhelm Tischbein (1751–1829), Johann Heinrich Tischbein der Ältere (1722–1789), Johann Friedrich August Tischbein (1750–1812), Amalie Tischbein (1757–1839), Caroline Tischbein (1783–1842), Mitglieder der Malerfamilie Tischbein                                       | 1922                | seit 2022 auch nach den weiblichen Familienmitgliedern benannt | Tischbeinstraße |
| Vollmersweg (Lage)               | V087               | 0100                   | Adolph Friedrich Vollmer (1806–1875), Hamburger Landschaftsmaler | 1927                | | Vollmersweg |
| Wachtelstraße (Lage)             | W004               | 0660                   | Vogelart Wachtel | 1890                | wie die meisten Vogelstraßennamen in Barmbek in Erinnerung an den hier gelegenen Garten von Vogelforscher und -liebhaber Gerhard Hinrich von Essen (1770–1833) | Wachtelstraße, Blick von der Steilshooper Straße in Richtung Bramfelder Straße                                                                                                   |
| Wagenfeldstraße (Lage)           | W011               | 0310                   | Otto Wagenfeld († 1671), Hamburger Maler | 1952                | vor 1952 Wagenfeld | Wagenfeldstraße, Blick in Richtung Süden vom Elligersweg her |
| Wartenburger Weg (Lage)          | W077               | 0010 (im Stadtteil)    | Wartenburg in Ostpreußen (polnisch Barczewo), Stadt in Masuren | 1958                | Teil der Themengruppe Orte in Ostpreußen, die hauptsächlich im direkt angrenzenden Wandsbek liegt; östlicher Teil in Dulsberg und Wandsbek | Wartenburger Weg, Blick Richtung Norden (lediglich das Gebäude in der Bildmitte befindet sich auf Barmbeker Gebiet)                                                              |
| Wasmannstraße (Lage)             | W082               | 0390                   | Friedrich Wasmann (1805–1886), Maler des Biedermeier, Zeitgenosse von Emil Janssen | 1914                | Parallelstraße zur Emil-Janßen-Straße | Wasmannstraße |
| Wichelkamp (Lage)                | W214               | 0090                   | „Wichel“, niederdeutsch für „Weiden“ | 1950                | nördlicher Teil in Bramfeld; in Barmbek-Nord ohne Anlieger | Wichelkamp, lediglich der Teil vor der Bahnbrücke (U 3) und ein nach rechts weiterführender kurzer Weg gehören zu Barmbek-Nord, hinter der Brücke beginnt der Stadtteil Bramfeld |
| Wiesendamm (Lage)                | W240               | 0880                   | nach dem alten Flurnamen „Achtern Wischen“ = „hinter den Wiesen“ | 1910                | westlicher Teil in Winterhude | weitere Bilder |
| Wilhelm-Drexelius-Weg (Lage)     | W522               | 0240                   | Wilhelm Drexelius (1906–1974), Rechtsanwalt, SPD-Politiker, Mitglied der Hamburgischen Bürgerschaft, Bau- und Schulsenator | 2010                | auf dem Gelände des alten Allgemeinen Krankenhauses Barmbek | Wilhelm-Drexelius-Weg |
| Wittenkamp (Lage)                | W337               | 0340                   | nach einem alten Flurnamen | 1929                | | Wittenkamp, in der Bildmitte quert die Steilshooper Straße, dahinter führt der Wittenkamp weiter zur Otto-Speckter-Straße                                                        |
| Witthof (Lage)                   | W344               | 0180                   | Hufnerfamilie Witt bzw. Witthof aus Barmbek | 1957                | | Witthof, Blick in Richtung Käthnerortbrücke |